# Peter Tom-Petersen
Peter Tom-Petersen (fram till 1920 Thomsen Petersen), född 5 mars 1861 i Thisted, Danmark, död 27 juli 1926 i Ærøskøbing, Danmark,var en dansk målare, tecknare och grafiker.
Han var son till apotekaren Chriastian Tullin Petersen och Maren Andrea Thomsen och från 1891 gift med Marie Elisabeth Lorentzen. Tom-Petersen studerade vid Det Kongelige Danske Kunstakademi i Köpenhamn 1877–1885 med ett uppehåll för studier i Paris 1883–1884 och därefter privat för Peder Severin Krøyer i Köpenhamn samt under ett stort antal studieresor till bland annat Nederländerna, Belgien, Tyskland, Frankrike och Italien. Hans konst består huvudsakligen av stads. och landskapsmotiv samt grafiska blad med historiska byggnader. Tom-Petersen är representerad vid bland annat Faaborg museum.